# A' Katīgoria 2002-2003
L'edizione 2002-2003 della A' Katīgoria fu la 64ª del massimo campionato di calcio cipriota; vide la vittoria finale dell'Omonia, che conquistò il suo diciannovesimo titolo.
Capocannoniere del torneo fu Marios Neophytou dell'Anorthōsis con 33 reti.

## Formula
Le 14 squadre partecipanti disputarono il campionato incontrandosi in due gironi di andata e ritorno, per un totale di 26 giornate. Erano previste tre retrocessioni.

## Classifica finale
|  |    | Classifica finale  | G  | V  | N  | P  | GF | GS | DR  | Punti |
|  | -- | ------------------ | -- | -- | -- | -- | -- | -- | --- | ----- |
|  | 1  | Omonia             | 26 | 18 | 6  | 2  | 68 | 22 | +46 | 60    |
|  | 2  | Anorthōsis (CC)    | 26 | 19 | 2  | 5  | 65 | 30 | +35 | 59    |
|  | 3  | APOEL (C)          | 26 | 16 | 7  | 3  | 55 | 24 | +31 | 55    |
|  | 4  | Olympiakos Nicosia | 26 | 16 | 4  | 6  | 56 | 29 | +27 | 52    |
|  | 5  | AEL Limassol       | 26 | 11 | 6  | 9  | 56 | 45 | +11 | 39    |
|  | 6  | Ethnikos Achnas    | 26 | 10 | 7  | 9  | 35 | 32 | +3  | 37    |
|  | 7  | AEP Paphos         | 26 | 11 | 4  | 11 | 38 | 45 | -7  | 37    |
|  | 8  | AEK Larnaca        | 26 | 9  | 5  | 12 | 43 | 50 | -7  | 32    |
|  | 9  | Digenīs Morphou    | 26 | 9  | 4  | 13 | 40 | 40 | +0  | 31    |
|  | 10 | EN Paralimni       | 26 | 8  | 7  | 11 | 39 | 40 | -1  | 31    |
|  | 11 | Apollōn Limassol   | 26 | 8  | 7  | 11 | 42 | 46 | -4  | 31    |
|  | 12 | Nea Salamis        | 26 | 6  | 11 | 9  | 39 | 40 | -1  | 17    |
|  | 13 | Arīs Limassol      | 26 | 2  | 3  | 21 | 31 | 92 | -61 | 9     |
|  | 14 | Alkī Larnaca       | 26 | 1  | 3  | 22 | 21 | 93 | -72 | 6     |

G = Partite giocate; V = Vittorie; N = Nulle/Pareggi; P = Perse; GF = Goal fatti; GS = Goal subiti; DR = Differenza reti.
- (C): Campione nella stagione precedente
- (CC): Vince la Coppa di Cipro

### Verdetti
- Omonia Campione di Cipro 2002-2003.
- Nea Salamina, Aris Limassol e Alki Larnaca retrocesse in Seconda Divisione.

### Qualificazioni alle Coppe europee
- UEFA Champions League 2003-2004: Omonia qualificato al primo turno preliminare.
- Coppa UEFA 2003-2004: Anorthosis e APOEL  qualificate al turno preliminare.
- Coppa Intertoto 2004: Ethnikos Achna qualificato.